# UCI Oceania Tour 2007
Navigation
Édition précédente Édition suivante
L'UCI Oceania Tour 2007 est la troisième édition de l'UCI Oceania Tour, l'un des cinq circuits continentaux de cyclisme de l'Union cycliste internationale. Il est composé de 7 compétitions, organisées du 8 octobre 2006 au 5 mai 2007 en Océanie. Il a été remporté par l'Australien Robert McLachlan, vainqueur de la Melbourne to Warrnambool Classic. Son équipe Drapac-Porsche s'est imposée au classement par équipes.

## Calendrier des épreuves

### Octobre 2006
| Date | Course                           | Pays      | Classe | Vainqueur        | Équipe         |
| ---- | -------------------------------- | --------- | ------ | ---------------- | -------------- |
| 8-14 | Herald Sun Tour                  | Australie | 2.1    | Simon Gerrans    | Australie      |
| 21   | Melbourne to Warrnambool Classic | Australie | 1.2    | Robert McLachlan | Drapac-Porsche |

### Novembre 2006
| Date | Course            | Pays             | Classe | Vainqueur       | Équipe     |
| ---- | ----------------- | ---------------- | ------ | --------------- | ---------- |
| 6-11 | Tour de Southland | Nouvelle-Zélande | 2.2    | Hayden Roulston | Health Net |

### Janvier
| Date  | Course             | Pays             | Classe | Vainqueur       | Équipe               |
| ----- | ------------------ | ---------------- | ------ | --------------- | -------------------- |
| 17-21 | Tour Down Under    | Australie        | 2.HC   | Martin Elmiger  | AG2R Prévoyance      |
| 24-28 | Tour de Wellington | Nouvelle-Zélande | 2.2    | Hayden Roulston | Trek-Zookeepers Cafe |

### Mai
| Date | Course                                    | Pays             | Classe | Vainqueur       | Équipe           |
| ---- | ----------------------------------------- | ---------------- | ------ | --------------- | ---------------- |
| 3    | Championnat d'Océanie du contre-la-montre | Nouvelle-Zélande | CC     | Gordon McCauley | Nouvelle-Zélande |
| 5    | Championnat d'Océanie sur route           | Nouvelle-Zélande | CC     | Hayden Roulston | Nouvelle-Zélande |

## Classements finals
| #   | Coureur            | Pays             | Pts    |
| 1.  | Robert McLachlan   | Australie        | 238    |
| 2.  | Karl Menzies       | Australie        | 215    |
| 3.  | David Pell         | Australie        | 154,66 |
| 4.  | Hayden Roulston    | Nouvelle-Zélande | 145,66 |
| 5.  | Wesley Sulzberger* | Australie        | 100    |
| 6.  | Chris Jongewaard   | Australie        | 94     |
| 7.  | Darren Lapthorne   | Australie        | 86     |
| 8.  | Gordon McCauley    | Nouvelle-Zélande | 76,66  |
| 9.  | Hilton Clarke      | Australie        | 64     |
| 10. | Cameron Wurf       | Australie        | 45     |
| 11. | Ashley Whitehead   | Nouvelle-Zélande | 44     |
| 12. | David McCann       | Irlande          | 43     |
| 13. | Jeremy Vennell     | Nouvelle-Zélande | 41     |
| 14. | Sean Finning*      | Australie        | 40     |
| 15. | Justin Kerr        | Nouvelle-Zélande | 36     |
| 16. | Robbie Williams*   | Australie        | 35     |
| 17. | Simon Clarke*      | Australie        | 34     |
| 17. | Pieter Ghyllebert  | Belgique         | 34     |
| 17. | Phil Zajicek       | États-Unis       | 34     |
| 20. | Craig McCartney    | Australie        | 31,66  |

| #   | Équipe                                     | Pays        | Pts    |
| 1.  | Drapac Porsche                             | Australie   | 410    |
| 2.  | Health Net-Maxxis                          | États-Unis  | 262    |
| 3.  | SouthAustralia.com-AIS                     | Australie   | 251    |
| 4.  | Savings & Loans                            | Australie   | 171,32 |
| 5.  | Navigators Insurance                       | États-Unis  | 165    |
| 6.  | Jittery Joe's                              | États-Unis  | 110    |
| 7.  | Plowman Craven                             | Royaume-Uni | 76,66  |
| 8.  | Chocolade Jacques-Topsport Vlaanderen      | Belgique    | 67     |
| 9.  | Priority Health                            | Royaume-Uni | 50     |
| 10. | DFL-Cyclingnews-Litespeed                  | Royaume-Uni | 41     |
| 11. | Babes Only-Villapark Lingemeer-Flanders    | Belgique    | 36     |
| 12. | Barloworld                                 | Royaume-Uni | 31     |
| 13. | Toyota-United                              | États-Unis  | 30     |
| 14. | FRF Couriers-NSWIS                         | Australie   | 28     |
| 15. | Kodakgallery.com-Sierra Nevada Brewing Co. | États-Unis  | 27     |
| 16. | 3C-Gruppe Lamonta                          | Allemagne   | 24     |
| 17. | Hadimec                                    | Suisse      | 20     |
| 18. | Aisan Racing                               | Japon       | 16     |
| 19. | Colavita-Sutter Home-Cooking Light         | États-Unis  | 15,66  |
|     | Discovery Channel-Marco Polo               | Chine       | 15,66  |

### Classements par nations
| #  | Pays             | Pts     |
| 1. | Australie        | 1303,66 |
| 2. | Nouvelle-Zélande | 474,32  |

| #  | Pays (U23)       | Pts   |
| 1. | Australie        | 333   |
| 2. | Nouvelle-Zélande | 92,32 |